# София фон Бранденбург-Ансбах-Кулмбах
София фон Бранденбург-Ансбах (на немски: Sophie von Brandenburg-Ansbach; * 10 март 1485, Ансбах; † 24 май 1537, Легница) от род Хоенцолерн, е принцеса от Бранденбург-Ансбах и чрез женитба херцогиня на Легница.

## Живот
Дъщеря е на маркграф Фридрих II Стари фон Бранденбург-Ансбах-Кулмбах (1460 – 1536) и София Ягелонка (1464 – 1512), дъщеря на полския крал Кажимеж IV Ягелончик.
София се омъжва на 24 ноември 1518 г. за херцог Фридрих II (1480 – 1547) от Легница, Бриг и Волау от силезийските Пясти. Тя е втората му съпруга. Нейният съпруг строи през началото на 16 век дворец в Легница с бюстовете им на главния вход.
София фон Бранденбург умира на 52 години през 1537 г.

## Деца
София и Фридрих II имат три деца:
- Фридрих III (1520 – 1570), херцог на Легница

∞ 1538 принцеса Катарина фон Мекленбург (1518 – 1581)
- Георг II (1523 – 1586), херцог на Бриг

∞ 1545 принцеса Барбара фон Бранденбург (1527 – 1595)
- София (1525 – 1546)

∞ 1545 г. за курфюрст Йохан Георг (1525 – 1598), курфюрст на Бранденбург